# 清水大敬
清水 大敬（しみず だいけい、本名:清水 昇、1948年4月20日 - ）は、日本の映画監督･俳優･AV監督･AV男優･脚本家。兵庫県洲本市出身。明治大学文学部演劇学科専攻卒業。

## 来歴
高校時代に演劇を始め、本格的に役者を目指す目的で、1967年に明治大学演劇学科に入学。
大学卒業後、賀原夏子率いる劇団NLTの研究所に入り、1年後には研究生として仮採用される。以後、清水 のぼるの名義で舞台を中心に活躍。
また、映画・テレビドラマへの出演も多く、『大空のサムライ』（1976年）、『悪魔の手毬歌』『祭ばやしが聞こえる』（1977年）などに脇役で出演した。
しかし、当時のNLTでは研究生として5年間経過すると基本的に準劇団員に昇格して本採用扱いとなるのが普通だったのだが、清水は「劇団の裏方などの仕事をやらない」「自分勝手」などの理由で準劇団員への昇格を見送られてしまう。清水曰く「他の研究生は実家通いで親の脛をかじれたのに対し、自分は一人暮らしでバイトを掛け持ちせねば活動できず、あまり劇団員同士の人付き合いをしてこなかった」ことが背景にあるという。ただ賀原からの評価は高かったため、本来なら「昇格見送り＝即退団」となるはずのところ、特例として研究生のまま在籍を続けることを許された。
1980年公開の黒澤明監督の映画『影武者』では、NLTを退団しフリーの身分でオーディションに挑戦。約1万5000人の狭き門をくぐり原昌胤役に抜擢された。しかし乗馬訓練中に落馬し骨折。体を痛めつつも撮影に臨んだ無理がたたり、その後遺症で入退院を繰り返す。本人によると『影武者』のおかげで仕事がどんどん入り役者としてこれからというときだったのに、事故の後遺症で全て水の泡になり、精神的にも相当落ち込んだとのこと。
その後『瀬戸内少年野球団』（1983年）などの映画に出演したが次第に仕事が少なくなる。この頃自ら劇団「ザ・スラップスティック」を立ちあげ、本格的に喜劇の道を目指し始めるが、運営が伸び悩み資金に悩んでいた。そんな折に知人からピンク映画の仕事を紹介され、このままくすぶっていても仕方がないと一念発起する。当初はピンク映画では「石部金吉」の名義を使いつつ、本名で一般作にも出演する形だったが、1980年代後半に本格的にAV男優に転向したのを機に現在の名義に改名した。
1989年(平成元年)2月、村西とおる率いるダイヤモンド映像と百本契約する。
1991年には「コーヒーはおかわりできるが、人生はおかわりできないんだぞ」と、不良少女に説教する学校の先生役でミスタードーナツのCMにも出演した。
近年はピンク映画監督業・AV監督業・脚本家業をメインに活動中。また「ザ・スラップスティック」の座長としても定期的な公演を再開しており、喜劇役者の道に回帰する動きも見られる。

## 人物
普段の清水は武骨ながら温厚な性格で、「妻子と一緒に過ごすのが一番の楽しみ」と語る愛妻家で子煩悩な家庭人でもある。そのため後に「AV男優として売れていても世間からは白眼視されるばかりでいい事はあまりなかった」とも語っている。
超がつくほどのアナログ派で、現在もパソコンや電子メールは一切使わない。そのため出演依頼や関係者への相談などは全て電話か手紙によるという。

### AV男優・AV監督として
本人はAV男優に転向した理由として「入退院を繰り返したことで蓄えを食いつぶし生活が困窮していたこと」「家族にこれ以上迷惑はかけられないし一家の主として家族を養っていかなければならないと思ったこと」を挙げている。実際AVの中でも態度の悪いAV女優に対して「お前は小遣い稼ぎの軽いアルバイトかも知れないが、俺は養わなければならない家族がいるんだ」と説教を始めることもしばしばあった。
AV男優に転身してからは、不器用でモテるタイプではない自らの資質を開き直って前面に出し、腹が出たメガネ姿の中年男性の容貌とサディスティックなカラミで注目される存在になる。得意技はAV女優に自分の唾液を飲ませるタン壷キス、AV女優の上にまたがり激しいピストン運動、最後はAV女優に口を開けさせ口内発射を行い精液を飲ませる。その上言葉でなぶりとことん精神的に追い詰めるねちっこい演出を得意としていた。
上記のようなプレイ以外にも、AV女優を本気で殴ったり蹴ったりする（撮影後も謝ったりするなどのフォローを一切行わず、AV女優が怪我しても制作側に責任をなすり付ける）ため、観る側も清水に拒絶反応を示す者は少なくない。1991年の佐伯琴美とのからみではSM道具で叩かれるふりをしていたが、逆切れし水ぶくれができるほどムチで容赦なくおもいっきり叩いた。これがきっかけで佐伯琴美は引退したという説もある。これに関して、本人は撮影中は特にトラブルになるようなこともなく引退したのは他の理由ではないかとコメントしている。
こうした様々な演出は本人によるとAVの中で本人もたびたびネタにしているが、短小の上早漏気味であるためカラミそのものは結構しょぼくそれをごまかすためだったという。暴虐の限りを尽くした美雪沙織とのカラミは伝説的となっているが、本人によると美雪の物覚えが極端に悪く（曰く本当に頭が悪い）、段取りが全く覚えられない上に指示したことも全く出来ないのでああせざるを得なかったとのこと。態度の悪いAV女優の時は徹底的にいじめるということは本人も認めており、実際に引退や休業に追い込まれたAV女優もいる。「サラリーマンが何ヶ月も汗水垂らして稼ぐ程の額をたった1本でもらえるのだから、そのぐらいの事をされても当然」と本人はよく語っていた。
｢怒りの大敬｣｢セクハラ大魔王｣などとも形容された。精液を口にだし「一滴残らず飲み込めえ!!」と怒鳴るなどしていたことから、「AV界の狂気」「AV界の怪優」「AV界のカダフィ大佐」「AVの種つけ豚」といった呼称がつけられたと1990年・42歳の頃に本人が雑誌で書いている。

### たんつぼキッス
「たんつぼキッス」を初めてやったのは、後に大人気AV女優となる樹まり子のデビュー作『素晴らしき日曜日』(1989年7月)。1990年、AV界で非難の嵐を巻き起こったという。なお、樹まり子のデビュー時の名義｢青木さえこ｣は清水大敬がつけており、同名の黒澤明監督の映画『素晴らしき日曜日』があるが何も関係ないとのこと。
この他、全体重を押し付ける｢エベレストファック｣や女性の両手を地面につけて手押し車のような体位をとる｢人力車ファック｣等の名前をつけた技を披露している。

## 出演

### 映画
- あにいもうと (1976年10月23日･東宝)
- 大空のサムライ(1976年10月2日･東宝) - B大佐[8]
- 悪魔の手毬唄（1977年4月2日・東宝）
- 影武者(1980年4月26日･東宝)
- 逃がれの街(1983年10月25日･東宝)
- 瀬戸内少年野球団(1984年6月25日･日本ヘラルド)
- 近松門左衛門 鑓の権三(1987年・松竹=表現社)
- 狙われた放課後 絶叫！(1987年5月30日･にっかつ)
- お嬢さん探偵 ときめき連発! (1987年8月29日･にっかつ)
- 偏差値　H倶楽部(1987年7月4日･にっかつ)
- 痴漢電車人妻編 奥様は痴女（原題：タンデム）(1994年4月1日･新東宝)
- お天気お姉さん(1995年4月25日)
- 勝手にしやがれ！！ 英雄計画(1996年9月21日･ケイエスエス)
- 復讐 運命の訪問者（1997年3月1日･ケイエスエス） - 宮地茂治 役
- 日曜日は終わらない(1999年製作･2005年10月22日･NHKエンタープライズ)
- 降霊(1999年製作･2001年5月19日･スローラーナー)
- 団地の奥さん、同窓会に行く (2004年6月8日･国映=新東宝)
- 紙風船 （2011年3月26日･東京芸術大学）
- 女囚さそりシリーズ（新東宝映画）
  - 女囚701号 さそり外伝 (2011年10月7日）  
  - 女囚701号 さそり外伝 第41雑居房 (2012年8月8日)
- 女教師と教え子　罪名、婦女暴行なり（2013年、新日本映像）[9][10] - 鮫島権三役、監督・脚本も兼務
- 熟女ラーメン　おつゆは熱々（2014年11月14日、オーピー映画） - 監督 役[11]
- 方舟の女たち（2017年7月8日、OP PICTURES） - 山田 役[12]
- むっちり討ち入り 桃色忠臣蔵（2018年12月7日、オーピー映画） - 刑務官 役[13]
- 凌辱ホステス ぶち込まれて（2019年3月22日、オーピー映画） - 桐野利秋役[14]、監督・脚本・音楽も兼任

### テレビドラマ
- 荒野の用心棒 第20話「城攻め 必殺を狙って…」（1973年、NET / 三船プロ）
- 太陽にほえろ!　
  - 第214話「奇妙な友達」(1976年)
  - 第252話「鮫島結婚相談所」(1977年)
  - 第264話「撃てなかった拳銃」(1977年)
  - 第273話「逆恨み」(1977年)
  - 第297話「ゴリ、爆走！」(1978年)
  - 第556話「南国土佐・黒の推理」(1983年)
  - 第557話「南国土佐・黒の証明」(1983年)
  - 第697話「マミーを怒らせた少年」(1986年)
- 祭ばやしが聞こえる(1977年)
- 死人狩り（1978年）
- おんなは一生懸命 第十二回(1987年)
- 世にも奇妙な物語 「残像」(1991年、フジテレビ系）

### オリジナルビデオ
- デリシャスボディガール・瞳 超高級食パンのセクシーディナーを召し上がれ（2021年1月、シネポップ）‐ 東山家の父 役[15]
- セクシータイム・リバース（2021年4月、竹書房）

### ウェブドラマ
- 任狭温泉旅館 仁義なき大欲情（2023年7月5日、シネポップ、シネマファスト）[16]

### アダルトビデオ
- 弁護士・季実子 - 主演:松坂季実子。ダイヤモンド映像。監督:沢城(さわき、ダイヤモンド映像専属監督)。

## 監督作品

### 成人映画
- レイプ願望 私をいかせて! (1996年)
- 淫獣調教極限レイプ (1997年)
- 変態レイプ 教師すすり泣く (1998年)
- 美尻愛欲めぐり (1998年)
- 制服凌辱 狙われた巨乳 (1998年)
- どすけべ家族 貝くらべ (2001年)
- 人妻暴行 身悶える乳房 (2001年)
- 双子姉妹 淫芯突きまくり (2002年)
- 愛人熟女 肉隷従縄責め (2008年)
- 人妻教師 レイプ揉みしごく (2010年)
- 強制人妻 肉欲の熟れた罠 (2010年)
- 愛人OLえぐり折檻 (2011年)
- 淫行病棟 乱れ泣く白衣 (2011年)
- 巨乳理髪店 乱れ揉みくちゃ (2012年)
- 発情バスガイド おしゃぶり巨乳 (2012年)
- 人妻禁猟区 屈辱的な月曜日(2013年)
- 女教師と教え子 (2013年)
- 熟女ヨガ教室　今夜はギンギン!（2015年6月5日公開、オーピー映画）
- 巨乳水着未亡人 悩殺熟女の秘密の痴態（2016年）
- ハミ尻ダンプ姐さん キンタマ汁、積荷違反（2017年6月9日）
- 美少女剣士 月に向かっておシゴキよ!（2017年10月20日）
- 続・未亡人下宿？ エロすぎちゃってごめんなさい❤️（2018年4月13日）
- パンチラ病院 おとうさん大興奮!（2018年9月28日）
- むっちり討ち入り 桃色忠臣蔵（2018年12月7日）
- かちんこ! -平成任侠外伝-（2018年12月26日）
- 未亡人下宿？エピソード3　裏口も開いてます（2019年9月6日）[17]
- おねだり、たちまち、どスケベ三昧（2019年12月20日）[18]
- 名器乱舞　欲情の下半身（2020年7月10日）[19]
- 未亡人下宿？その4　今昔タマタマ数え歌（2020年11月20日、オーピー映画）[20]
- 尻肉ライダー ぶっかけて青春!（2021年7月16日）
- 女まみれ　本番はいります（2023年3月3日）

### 配信ドラマ
- 御存知！透明人間 人生イッパツ逆転絵巻（2025年6月4日、シネポップ、シネマファスト）[21]

### アダルトビデオ
- 清水大敬本番デスマッチ ダス!! - 出演は新人女優の浅野えり。清水大敬第1回主演監督作品。
- 清水大敬本番デスマッチ ダス!! パートII - 五月理沙
- 清水大敬SEXデスマッチ ダス PART3(ダイヤモンド映像)
- 流されて(ダイヤモンド映像、1989) - 南由記
- 馬乗りの女(1989年、ダイヤモンド映像) - 明日香ミチ
- 社長婦人まゆみ(1989年、ダイヤモンド映像) - 水原まゆみ
- 桃色の夜は更けて(1989、ダイヤモンド映像) - 三枝エリ
- 白熱(はくねつ、1989年、ダイヤモンド映像) - 高中翔子
- 素晴らしき日曜日（1989年7月、ダイヤモンド映像、DVI-58）- 樹まり子(青木さえこ名義)のデビュー作。
- 美沙かおる、お熱い夜をあなたに(1989年、ダイヤモンド映像、DVI-110)
- 抜くぞ!! 大敬七番勝負(ダイヤモンド映像)
- 抜くぞ!!PartⅡ 清水大敬七番勝負(1989年、ダイヤモンド映像、小鳩美樹20歳)

- 24時間立てられますか!? （1990年3月25日、ダイヤモンド映像） - 田中露央沙
- Hにドキュメント(1990、ダイヤモンド映像、DVI-130) - 岡本美也
- 熱い唇(1990、ダイヤモンド映像、DVI-138) - 丘ひろみ
- 抜くぞ!PartⅢ 清水大敬七番勝負(1990年8月25日、ダイヤモンド映像、DVI-162) -  伊集院美子、島かおり、田中露央沙、美里かおり、喜多嶋舞子、南ゆき、スザンヌ。
- お嬢様改造講座(1990、ダイヤモンド映像) - 水城奈々
- 桃色家族(1990、ダイヤモンド映像) - 伊集院美子(朝比奈めぐみ)。
- 赤スキンちゃん気をつけて(1990年) - 響奈美

- 24時間立てられますか パート2 （1991年、ダイヤモンド映像） - 佐伯琴美

- 清水大敬の異常な愛情(1992年3月26日) - 出演:夏みかん(アリーナ専属)。清水大敬のアリーナ初監督作品。

- 「ドリーム学園」シリーズ (2001年7月-2010年9月)
  - ドリーム学園13(2010年9月1日、MOODYZ) - 大橋未久、亜梨、つぼみ、水城奈緒、真白希実、月野りさ、愛菜りな

他多数

## 執筆
- 『AV監督日記』(アダルト・ビデオかんとくにっき) - 桃園書房の『小説CLUB 臨時増刊』第43巻第12号p.150-p.163(出版年月日:1990-08)に掲載。画:谷口茂